# Pascal Hervé
Pascal Hervé (Tours, 13 luglio 1964 – Montréal, 24 dicembre 2024) è stato un ciclista su strada francese, professionista dal 1994 al 2001, che conquistò una vittoria di tappa al Giro d'Italia.

## Carriera
Passato professionista nel 1994 con la Festina, si fece notare per le sue abilità di scalatore.
Uno dei suoi maggiori successi fu la vittoria nella sesta tappa del Giro d'Italia 1996, nella quale conquistò anche la maglia rosa, conservata tuttavia una sola giornata.
Nel 1998 fu coinvolto, unitamente a tutta la sua squadra, nello scandalo-doping denominato affaire-Festina. Dopo aver inizialmente negato di aver utilizzato qualunque sostanza illecita, nel corso del processo di Lilla ammise l'assunzione di EPO. Fu quindi sospeso per due mesi dall'attività sportiva.
Nel 2001 fu nuovamente trovato positivo ad un controllo antidoping, effettuato dopo il prologo del Giro d'Italia, che evidenziò l'utilizzo di EPO, costringendolo a terminare la carriera.

## Palmarès
- 1991 (Dilettanti, due vittorie)

7ª tappa Österreich-Rundfahrt
2ª tappa Tour du Loir-et-Cher
- 1992 (Dilettanti, tre vittorie)

Tour du Gévaudan Languedoc-Roussillon
Boucles de la Mayenne
Campionati francesi, Prova in linea Dilettanti
- 1993 (Dilettanti, tre vittorie)

Tarbes-Sauveterre
5ª tappa Giro delle Regioni (Sestola)
Classifica generale Regio-Tour
- 1994 (Festina - Lotus, una vittoria)

5ª tappa Critérium du Dauphiné (Échirolles > Le Collet d'Allevard)
- 1996 (Festina - Lotus, tre vittorie)

10ª tappa Tour du Chili
8ª tappa Tour DuPont (Whiteville > Beech Mountain)
6ª tappa Giro d'Italia (Crotone > Catanzaro)
- 1997 (Festina - Lotus, una vittoria)

3ª tappa Tour du Chili
- 1998 (Festina - Lotus, quattro vittorie)

3ª tappa Vuelta al País Vasco (Balmaseda > Viana)
Trophée des Grimpeurs
Grand Prix de Ouest-France
Bordeaux-Cauderan
- 2000 (Polti, due vittorie)

La Poly Normande
4ª tappa Tour de Suisse (Friburgo > Verbier)
- 2001 (Alexia Alluminio, una vittoria)

8ª tappa Tour de Langkawi

### Altri successi
- 1994 (Festina - Lotus)

Classifica scalatori Critérium du Dauphiné Libéré
- 1995 (Festina - Lotus)

Classifica scalatori Volta a Catalunya
- 1996 (Festina - Lotus)

Classifica scalatori Volta a la Comunitat Valenciana
- 1997 (Festina - Lotus)

2ª tappa, 2ª semitappa Tour Méditerranéen (cronosquadre)
- 1998 (Festina - Lotus)

Classifica traguardi volanti Vuelta al País Vasco
- 2000 (Polti)

Classifica a punti Vuelta a Burgos
Classifica sprint Tour de Suisse

## Piazzamenti

### Grandi Giri
- Giro d'Italia

1995: 25º
1996: non partito (6ª tappa)
2001: non partito (7ª tappa)
- Tour de France

1994: 33º
1995: non partito (6ª tappa)
1996: 42º
1997: 36º
1998: non partito (7ª tappa)
2000: 12º
- Vuelta a España

1994: 28º
1995: 39º
1997: 43º
1998: ritirato (20ª tappa)
1999: 80º
2000: 17º

### Classiche monumento
- Milano-Sanremo

1995: 64º
2000: 76º
- Liegi-Bastogne-Liegi

1996: 11º
1997: 13º
1998: 16º
2000: ritirato
- Giro di Lombardia

1995: 15º
1996: 34º
1998: 33º
2000: ritirato

### Competizioni mondiali
- Campionati del mondo

Stoccarda 1991 - In linea Dilettanti: 7º
Oslo 1993 - In linea dilettanti: 87º
Agrigento 1994 - In linea: 54º
Duitama 1995 - In linea: ritirato
Lugano 1996 - In linea: 22º
San Sebastián 1997 - In linea: ritirato
- Giochi olimpici

Barcellona 1992 - In linea: 48º